# Nicolas Joseph Trumper
Pour les articles homonymes, voir Trumper.
Nicolas Joseph Trumper, chevalier de l'Ordre de Léopold (1834), chevalier de la Légion d'Honneur (1846) et chevalier de l'Ordre du Sauveur de Grèce (1835), né le 19 avril 1799 à Bruxelles et décédé à Ixelles le 25 octobre 1865, est un fonctionnaire des Pays-Bas, puis général dans l'armée belge et écrivain militaire.
Il est le frère du docteur André Dieudonné Trumper.

## Sa vie
Il commença par une carrière civile dans l'administration des Pays-Bas comme fonctionnaire du cadastre. Amateur de musique et doué pour le chant il fit partie dès 1820 d'une société de chanteurs amateurs fondée par François De Marneffe (il s'agit du peintre) et où l'on retrouvait la meilleure société bruxelloise: MM. Van Dievoet, Ch. de Pouques, Mercier (depuis ministre), Brice, Deudon, de Lannoy (mort en combattant en Grèce). Comme d'autres membres de cette société, dont de Lannoy, qui y perdit la vie, Nicolas Joseph Trumper fut pris par l'enthousisme philhellénique et joignit en 1824, avec d'autres futurs Belges, les troupes de libération de la Grèce. Il retournera dans les Pays-Bas en 1826. Le mouvement philhellène était particulièrement vivave à la brillante Université d'État de Louvain, qui forma plus de huit mille étudiants. Toute cette jeunesse enthousiaste, formée par de nombreux professeurs allemands disciples de Fichte qui eux-mêmes allaient créer des révolutions dans leurs propres patries, allait fonder bientôt un nouveau pays et en constituer les cadres. Toute cette génération des fondateurs de la Belgique dont les noms ont été jetés dans l'oubli, dès 1887, tout comme l'Université d'État de Louvain elle-même et le règne de Léopold Ier, mérite de ne pas être oubliée.
Nicolas Joseph Trumper fit partie de cette brillante génération oubliée.
De retour chez les siens il continua sa carrière administrative comme contrôleur au cadastre, mais cette expédition en Grèce augurait pour lui un changement de carrière et c'est bientôt vers la vie militaire qu'il se tourna dans les troupes de libération de sa propre patrie. Il participa aux combats de Parc et devint membre de l'état major révolutionnaire dirigé par Don Juan Van Halen, dont il fut nommé aide de camp.
Ce fut le début d'une carrière militaire qui le conduisit en 1847 au grade de général-major et de secrétaire général du Ministère de la Guerre en 1848.
Théoricien militaire il publia de nombreux ouvrages concernant principalement la poliorcétique sans oublier son amour pour la musique.

## Quelques publications
- 1846 : Période de campement de 1846. Manœuvres exécutées au camp de Beverloo, 1846.
- 1851 : Considérations politiques et financières sur les forteresses de la Belgique, avec des planches, 1851.
- 1852 : Exposé statistique de la force publique de la Belgique, 1852.
- 1860 : Des musiques militaires et de l'avenir des jeunes compositeurs belges, 1860.